# Epicoma lugens
Epicoma lugens är en fjärilsart som beskrevs av Herrich-Schäffer. Epicoma lugens ingår i släktet Epicoma och familjen tandspinnare. Inga underarter finns listade i Catalogue of Life.